# Denkmalgeschützte Objekte im Bezirk Murtal
Im Bezirk Murtal bestehen 330 denkmalgeschützte Objekte. Die unten angeführte Liste führt zu den Gemeindelisten und gibt die Anzahl der Objekte an.
| Gemeindeliste                     | Objektanzahl |
| --------------------------------- | ------------ |
| Fohnsdorf                         | 13           |
| Gaal                              | 7            |
| Hohentauern                       | 6            |
| Judenburg                         | 43           |
| Knittelfeld                       | 17           |
| Kobenz                            | 4            |
| Lobmingtal                        | 15           |
| Obdach                            | 43           |
| Oberkurzheim                      | 3            |
| Pöls-Oberkurzheim                 | 14           |
| Pölstal                           | 33           |
| Pusterwald                        | 2            |
| Sankt Georgen ob Judenburg        | 9            |
| Sankt Marein-Feistritz            | 12           |
| Sankt Margarethen bei Knittelfeld | 23           |
| Sankt Peter ob Judenburg          | 5            |
| Seckau                            | 25           |
| Spielberg                         | 13           |
| Unzmarkt-Frauenburg               | 14           |
| Weißkirchen in Steiermark         | 23           |
| Zeltweg                           | 9            |